# Милутин Грозданић
Милутин Грозданић (Подвраће, код Даниловграда, 1915 — близина Бањалуке, крајем 1943), учесник Народноослободилачке борбе и народни херој Југославије.

## Биографија
Рођен је 1915. године у селу Подвраћу, код Даниловграда, у сиромашној сељачкој породици. Основну школу завршио је у родно селу. До 1941. године је био запослен као жандарм.
Учесник Народноослободилачке борбе је од 1941. године. Још пре избијања Тринаестојулског устанка био је борац герилског партизанског одреда. Касније је био заменик командира, а затим командир чете.
Током 1942. и 1943. године био је командир Треће чете Четвртог батаљона Пете црногорске бригаде.
Члан Комунистичке партије Југославије постао је крајем 1942. године.
Учествовао је у ослобођењу Невесиња и Јаворка, где је са Савом Ковачевићем и групом бораца заробио читаву батерију топова.
Погинуо је крајем 1943. године код Бањалуке у борби прса о прса са немачким војником.
Указом Президијума Народне скупштине Федеративне Народне Републике Југославије, 20. децембра 1951. године, проглашен је за народног хероја.